# Ischnura vinsoni
Ischnura vinsoni – gatunek ważki z rodziny łątkowatych (Coenagrionidae).